# Briegleb BG-8
El Briegleb BG-8 fue un planeador biplaza estadounidense de los años 40 del siglo XX, diseñado por William G. Briegleb.

## Desarrollo
El BG-8 era un planeador biplaza en tándem de ala alta arriostrada mediante soportes, con fuselaje de tubos de acero y tela, alas de madera con recubrimiento de tela y cola de metal y tela. El certificado de tipo fue aprobado el 31 de diciembre de 1942.
El planeador fue construido por la compañía de Briegleb, la Sailplane Corporation of America. El 26 de junio de 1942, se ordenaron tres aparatos bajo la designación XTG-13. En noviembre del mismo año se entregó el primero, con el número de serie 42-96829. Algunas fuentes afirman que este planeador fue dado de baja durante las pruebas, y que se entregó un segundo aparato. Sin embargo, el 8 de febrero de 1943 fueron cancelados los restantes aviones.
Además, dos planeadores civiles fueron requisados y puestos en servicio con las Fuerzas Aéreas del Ejército de los Estados Unidos en 1942. Uno de ellos fue requisado el 30 de junio (registrado como NX33636 por la Milsoubee School of Engineering), siendo designado como TG-13 (con la matrícula 42-57158). El otro fue requisado el 27 de junio (registrado como NC18299 por el Milsoubee Glider Club), siendo designado como TG-13A (con la matrícula 42-57180).

## Variantes
BG-8
Planeador biplaza en tándem, designación de la compañía.
XTG-13
Designación dada por las USAAF a un BG-8 ordenado y entregado en 1942.
TG-13
Designación dada por las USAAF a un BG-8 requisado en 1942.
TG-13A
Designación dada por las USAAF a un BG-8 requisado en 1942.

## Operadores
Estados Unidos
- Fuerzas Aéreas del Ejército de los Estados Unidos

## Especificaciones (BG-8)

### Características generales
- Tripulación: Dos (alumno e instructor)
- Longitud: 6,1 m (20,1 ft)
- Envergadura: 15,2 m (50 ft)

### Rendimiento
- Velocidad máxima operativa (Vno): 145 km/h (90 MPH; 78 kt)

## Aeronaves relacionadas

### Secuencias de designación
- Secuencia BG-_ (interna de Briegleb): ← BG-02 - BG-6 - BG-7 - BG-8 - BG-12 - BG-12BR - BG-12/16 →
- Secuencia TG-_ (Planeadores de Entrenamiento del USAAC/USAAF, 1941-1948): ← TG-10 - TG-11 - TG-12 - TG-13 - TG-14 - TG-15 - TG-16 →